# Antonio Scaduto
Antonio Scaduto (Augusta, 1 de diciembre de 1977) es un deportista italiano que compitió en piragüismo en la modalidad de aguas tranquilas.
Participó en los Juegos Olímpicos de Pekín 2008, obteniendo una medalla de bronce en la prueba de K2 1000 m. Ganó una medalla de bronce en el Campeonato Mundial de Piragüismo de 2005.

## Palmarés internacional
| Juegos Olímpicos   | Juegos Olímpicos | Juegos Olímpicos  | Juegos Olímpicos |
| Año                | Lugar            | Medalla           | Competición      |
| ------------------ | ---------------- | ----------------- | ---------------- |
| 2008               | Pekín (China)    | Medalla de bronce | K2 1000 m        |
| Campeonato Mundial |                  |                   |                  |
| Año                | Lugar            | Medalla           | Competición      |
| 2005               | Zagreb (Croacia) | Medalla de bronce | K4 500 m         |